# Breganze Marzemino
Le Breganze Marzemino est un vin italien de la région Vénétie doté d'une appellation DOC depuis le 18 juillet 1969. Seuls ont droit à la DOC les vins rouges récoltés à l'intérieur de l'aire de production définie par le décret. 

## Aire de production
Les vignobles autorisés se situent en province de Vicence dans les communes de Bassano del Grappa, Breganze, Fara Vicentino, Lugo di Vicenza, Marostica, Mason Vicentino, Molvena, Montecchio Precalcino, Pianezze, Salcedo, Sandrigo, Sarcedo et Zugliano. Les vignobles se situent sur des pentes des collines entre les fleuves Brenta et Astico (un affluent du Bacchiglione).
Le vin rouge du Marzemino répond à un cahier des charges moins exigeant que le Breganze Marzemino superiore et le Breganze Marzemino riserva, essentiellement en relation avec le vieillissement et le taux d'alcool.

## Caractéristiques organoleptiques
- couleur : rouge rubis
- odeur :  intense, caractéristique
- saveur : sèche,  puissant, vineux

Le Breganze Marzemino se déguste à une température de 15 – 17 °C.

## Production
Province, saison, volume en hectolitres :
- Vicenza  (1995/96)  4,2
- Vicenza  (1996/97)  34,16